# Justin Theroux

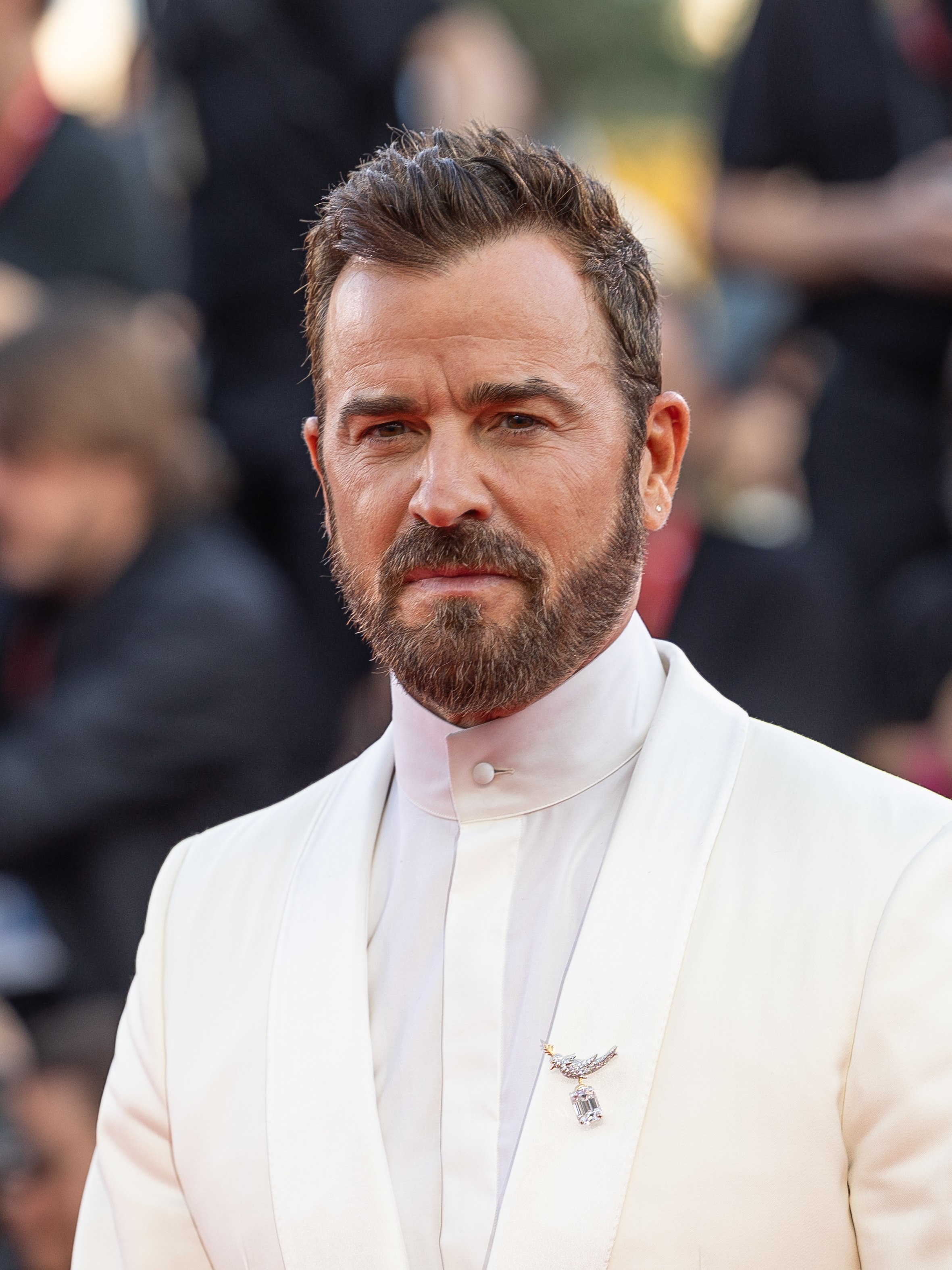
Justin Theroux 2024

Justin Paul Theroux [θəˈruː] (* 10. August 1971 in Washington, D.C.) ist ein US-amerikanischer Schauspieler, Drehbuchautor und Regisseur.

## Leben und Karriere
Justin Theroux wuchs im Washingtoner Stadtviertel Chevy Chase auf. Sein Vater Eugene Albert Theroux (* 1938) ist Rechtsanwalt und seine Mutter Phyllis Grissim Theroux ist Autorin und arbeitete als Journalistin u. a. für die New York Times. Theroux hat zwei Geschwister und drei Halbgeschwister. Sein Onkel ist der Schriftsteller Paul Theroux. Seine Cousins sind die Journalisten und Dokumentarfilmer Louis Theroux und Marcel Theroux. Außerdem ist Justin Theroux der Neffe des Schriftstellers und Dichters Alexander Theroux.
Die Schulzeit verbrachte er in einem Internat in Williamstown, Massachusetts. Dort kam er zum ersten Mal mit der Schauspielerei in Berührung und tourte mit der Theatergruppe der Schule für Aufführungen bis nach Mexiko-Stadt. Nach Abschluss seines Studiums (bildende Kunst und Schauspiel) am Bennington College in Vermont zog Theroux nach New York City und spielte in einigen Off-Broadway-Theaterstücken. Sein Filmdebüt gab er 1996 in Mary Harrons I Shot Andy Warhol. Im Fernsehen war er unter anderem in den Serien The District, Alias – Die Agentin, Six Feet Under – Gestorben wird immer und Sex and the City zu sehen. Im Kino spielte er in den David-Lynch-Filmen Mulholland Drive und Inland Empire sowie in den Mainstreamproduktionen 3 Engel für Charlie – Volle Power und Miami Vice.
2006 widmete er sich seinem ersten eigenen Filmprojekt namens Dedication, bei dem er Regie führte. Der Film feierte 2007 auf dem Sundance Film Festival Premiere.
2008 schrieb Theroux zusammen mit Ben Stiller und Etan Cohen das Drehbuch für den Film Tropic Thunder, der weltweit fast 190 Millionen US-Dollar einspielte. 2010 war er als Drehbuchautor an der Comicverfilmung Iron Man 2 beteiligt und agierte als Synchronsprecher im Animationsfilm Megamind. 2011 spielte er an der Seite von Natalie Portman, James Franco, Danny McBride und Zooey Deschanel in Your Highness.
Theroux war 14 Jahre lang mit der Kostümdesignerin Heidi Bivens liiert, bis sie sich im Frühjahr 2011 trennten. Seit dem 5. August 2015 war er mit seiner Schauspielkollegin Jennifer Aniston verheiratet. Das Paar war sich 2011 während der Dreharbeiten zum Film Wanderlust – Der Trip ihres Lebens näher gekommen. Im Februar 2018 gab das Paar seine Trennung bekannt.

## Filmografie (Auswahl)

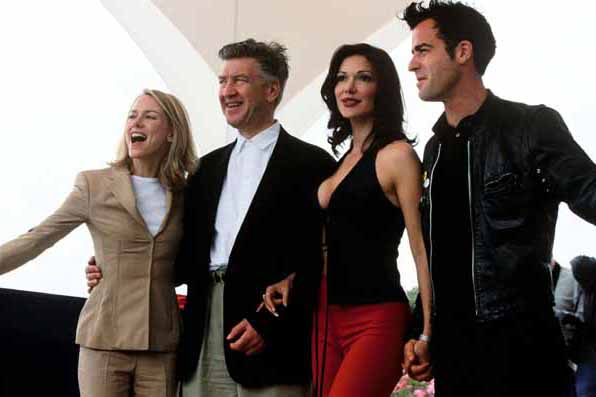
Von l. nach r., Naomi Watts, David Lynch, Laura Harring und Justin Theroux in Cannes, 2001

### Schauspieler
- 1995: Central Park West (Fernsehserie, eine Folge)
- 1996: I Shot Andy Warhol
- 1997: Dream House
- 1997: Romy und Michele (Romy and Michele’s High School Reunion)
- 1997: Spielplatz der Mörder (Below Utopia)
- 1998: Bronx County (Fernsehfilm)
- 1998: Frogs for Snakes
- 1998: Dead Broke
- 1998: New York Undercover (Fernsehserie, drei Folgen)
- 1998: Ally McBeal (Fernsehserie, eine Folge)
- 1998: Chaos City (Spin City, Fernsehserie, eine Folge)
- 1998–1999: Sex and the City (Fernsehserie, zwei Folgen)
- 1999: Backwards Looks, Far Corners
- 1999: Mullholland Dr. (Fernsehfilm)
- 1999: Sirens (Fernsehfilm)
- 2000: American Psycho
- 2000: Der Club der gebrochenen Herzen (The Broken Hearts Club: A Romantic Comedy)
- 2000–2001: The District – Einsatz in Washington (The District, Fernsehserie)
- 2001: The Sleepy Time Gal
- 2001: Mulholland Drive – Straße der Finsternis (Mulholland Dr.)
- 2001: Zoolander
- 2002: Peel (Kurzfilm)
- 2003: Der Appartement Schreck (Duplex)
- 2003: Happy End
- 2003: 3 Engel für Charlie – Volle Power (Charlie’s Angels: Full Throttle)
- 2003: Alias – Die Agentin (Alias, Fernsehserie, zwei Folgen)
- 2003–2004: Six Feet Under – Gestorben wird immer (Six Feet Under, Fernsehserie, acht Folgen)
- 2005: Confessions of a Dog (Fernsehfilm)
- 2005: Strangers with Candy
- 2005: The Baxter
- 2006: The Legend of Lucy Keyes
- 2006: Return to Rajapur
- 2006: Miami Vice
- 2006: Inland Empire
- 2007: Broken English
- 2007: Das 10 Gebote Movie (The Ten)
- 2008: John Adams – Freiheit für Amerika (John Adams, Miniserie)
- 2010: Parks and Recreation (Fernsehserie, vier Folgen)
- 2010: Megamind (Synchronstimme)
- 2011: Your Highness
- 2012: Wanderlust – Der Trip ihres Lebens (Wanderlust)
- 2014–2017: The Leftovers (Fernsehserie, 25 Folgen)
- 2016: Zoolander 2
- 2016: Girl on the Train (The Girl on the Train)
- 2017: The LEGO Ninjago Movie (Stimme im Original)
- 2017: Star Wars: Die letzten Jedi (Star Wars: The Last Jedi)
- 2018: Mute
- 2018: Bad Spies (The Spy Who Dumped Me)
- 2018: Maniac (Fernsehserie)
- 2018: Die Berufung – Ihr Kampf für Gerechtigkeit (On the Basis of Sex)
- 2018: Bumblebee (Stimme)
- 2019: Susi und Strolch (Lady and the Tramp, Stimme von Strolch)
- 2019: Rick and Morty (Fernsehserie, Episode 4x03, Stimme)
- 2021: Violet
- 2021–2022: Moskito-Küste (The Mosquito Coast, Fernsehserie)
- 2021: False Positive
- 2024: Beetlejuice Beetlejuice

### Drehbuchautor
- 2008: Tropic Thunder
- 2010: Iron Man 2
- 2012: Rock of Ages
- 2016: Zoolander 2

### Regisseur
- 2007: Dedication
- 2011: Documental (Fernsehfilm)

## Sonstiges
Theroux spielte die Hauptrolle im Musikvideo zum Song „Hysteria“ der britischen Rockband Muse.